# Claes Eriksson (fotbollstränare)
Claes Eriksson, född 3 september 1958, är en svensk fotbollstränare.
Claes Eriksson spelade i Vendelsö IK till 1978 och IF Olympia 1979. Därefter gjorde han karriär som tränare i Älvsjö AIK:s ungdomslag 1979, Hammarby IF 1980-83, Ekerö IF 1984, Hammarby IF (U youth) 1985, Hammarby IF (ass.) 1986-87, Bagarmossen/Bellevue IK 1988-89, Hanvikens SK 1990, Hammarby IF (ass.) 1991-92, Huddinge IF 1993-96, Älvsjö AIK (dam) 1997, FC Café Opera 1998-2001, Syrianska FC våren 2002, Enskede IK 2004, IF Brommapojkarna 2005-2007 och SvFF Spelarutbildningsansvarig pojk 2008. Han blev förbundskapten för Sveriges ungdomslandslag 2011.